# Mirjam Bon Klanjšček
Mirjam Bon Klanjšček, slovenska matematičarka in političarka; * 18. julij 1954, Postojna.
Od 19. septembra 2013 do 22. junija 2014 je bila poslanka 6. in 7. državnega zbora Republike Slovenije kot poslanka stranke Alenke Bratušek. S 13. majem je postala poslanka 9. sklica državnega zbora Republike Slovenije kot poslanka poslanske skupine Gibanja Svobode.